# Saurer RR-7
Der Saurer RR-7 war ein Fahrzeug einer Modellreihe von Rad-Ketten-Schleppern der Saurerwerke in Österreich. Es wurde als Artillerieschlepper für das österreichische Bundesheer entwickelt und gilt als direkter Vorläufer des Sd.Kfz. 254.

## Geschichte
1936 erhielten die Österreichischen Saurerwerke einen Auftrag über die Entwicklung eines Artillerieschleppers für das Bundesheer, um ältere Schlepper und Traktoren abzulösen. Die Konstruktion begann noch 1936 und war 1937 abgeschlossen. Ein Bauauftrag über 15 Fahrzeuge erfolgte wiederum 1938, von denen aber bis zum Anschluss Österreichs nur 12 fertiggestellt wurden.
Im Mai 1938 vergab das Heereswaffenamt an die Saurerwerke in Wien einen Auftrag zur Entwicklung eines Räder-Raupenfahrzeuges. Saurer entschied sich, eine neue Version ihres RR-7 zu verwenden. Nach Vorstellung eines Prototyps wurde die Weiterentwicklung abgelehnt. Stattdessen wurde weiterhin der alte RR-7 produziert. Es folgte ein Auftrag über 140 Fahrzeuge, von denen aber nur 128 abgenommen wurden. 
Das Sd.Kfz. 254 wurde ab 1940 in Berlin-Marienfelde von Daimler-Benz gefertigt. Als Basis dienten dabei der Antrieb und das Fahrgestell von Saurer.

## Technische Daten
Das RR-7 war ein sogenanntes Räder-Raupenfahrzeug, das heißt, es hatte sowohl normale Räder wie ein Auto als auch einen Kettenantrieb wie ein Panzer. Die Besatzung konnte je nach Erfordernis zwischen beiden Antriebsarten wechseln. Das Modell, welches Saurer 1942 vorlegte, sollte noch einen Drehturm erhalten, worin die beiden Waffen eingebaut werden sollten.
Die beiden RR-7-Versionen unterschieden sich aber nur in wenigen Punkten. Bis auf den Turm waren es fast identische Fahrzeuge. Von der produzierten Version abweichende Daten werden in der folgenden Tabelle in Klammern angegeben.
| Hersteller/Entwickler | Saurer                                                              |
| Gewicht               | 6,4 t (6,5 t)                                                       |
| Länge                 | 4,5 m                                                               |
| Breite                | 2,4 m                                                               |
| Höhe                  | 2 m auf Ketten; 2,2 m auf Rädern                                    |
| Kettenbreite          | 240 mm                                                              |
| Bewaffnung            | 1 MG 34 (1 MG 34, 1 Panzerbüchse im Turm)                           |
| Panzerung             | 6–15 mm (Frontpanzerung 14,5 mm)                                    |
| Besatzung             | 4 Mann (3 Mann)                                                     |
| Motor                 | Vierzylinder-Dieselmotor; 5,3 l Hubraum; 70 PS (100 PS Dieselmotor) |
| Geschwindigkeit       | 60 km/h (Rad 80 km/h; Kette 30 km/h)                                |
| Reichweite            | 72 l Kraftstoffvorrat Gelände 90 km Straße auf Rädern 425 km        |